# Gudrun Zapf von Hesse
Gudrun Zapf von Hesse (Schwerin, Mecklenburg-Schwerin, aleshores part de l'Imperi alemany, 2 de gener de 1918 - Darmstadt, Alemanya,13 de desembre de 2019) va ser una enquadernadora, cal·lígrafa i tipògrafa alemanya.
També va dissenyar diversos tipus de lletra. Va ser la guanyadora el 1991 del premi Frederic W. Goudy. Per commemorar el seu centenari el gener de 2018, Monotype va llançar el tipus de lletra Hesse Antiqua.

## Primers anys i educació
Gudrun von Hesse es va convertir en aprenenta i ajudant al taller d'enquadernació d'Otto Dorfner, a Weimar, de 1934 a 1937. La seva pràctica de cal·ligrafia va començar durant aquest aprenentatge. Anys més tard diria: «Una tarda a la setmana havíem d'escriure cartes molt senzilles. No estava satisfeta amb aquesta forma d'instrucció; per tant, vaig aprendre'n a casa, a partir d'un examen detallat de les obres de Rudolf Koch i Edward Johnston».
Després de completar el seu aprenentatge el 1937, Zapf von Hesse es va quedar com a ajudant al taller d'enquaderneació de Dorfner fins al 1940. Va rebre un diploma de màster en enquadernació  el 1940. Va completar estudis posteriors a l'Escola d'Arts Gràfiques de Berlín el 1941 amb el pintor i artista gràfic alemany Johannes Boehland.

## Carrera
El 1941, Zapf von Hesse va treballar com a enquadernadora a Berlín. De 1944 a 1945, va ensenyar enquadernació i cal·ligrafia com a teràpia per a soldats amb ferides al cap en un hospital de Bad Ischl, Àustria. Després de la Segona Guerra Mundial, el 1946, va obrir la seva pròpia empresa d'enquadernació de llibres a les instal·lacions de la foneria tipus Bauer a Frankfurt. El director de la foneria, Georg Hartmann, li va donar permís per fer funcionar la seva enquadernadora a les instal·lacions.
Mentre treballava a Bauer a finals de la dècada de 1940, Zapf von Hesse va tallar el seu primer alfabet complet de llautó, Hesse Antiqua. L'alfabet es va fer específicament per a eines d'or en enquadernacions de llibres. També va fer eines de decoració amb l'ajuda de Spahn.

De 1946 a 1954, Zapf von Hesse va ensenyar cal·ligrafia a la Städelschule de Frankfurt. En una exposició de cal·ligrafia a Frankfurt, Gunther Lepold, el director de D. Stempel AG Type Foundry, i Hermann Zapf, director d'art de Stempel, es van adonar del seu treball i la van convidar a Stempel per a una reunió.
La carrera de Zapf von Hesse com a dissenyadora de tipus va començar després que Lepold i Zapf li encarreguessin el disseny de tipus de lletra per a Stempel. La seva primera tipografia va ser Diotima, publicada el 1951. L'Òpera de la ciutat de Nova York va fer servir Diotima per als anuncis del New York Times, i també es va utilitzar per als títols de la revista de vol de British Airways.
El 1948, Zapf von Hesse va obrir un estudi d'enquadernació amb un aprenent a l'edifici Stempel Type Foundry. La seva enquadernació a Stempel va tancar el 1955 quan va néixer el seu fill Christian Ludwig, però va continuar dissenyant tipus de lletra «tal com el temps i els deures familiars li ho permetien».
A la dècada de 1970, Zapf von Hesse va treballar amb el seu marit per preparar mapes de bits a mà per als seus dissenys d'alfabet Marconi i Edison. A mesura que les tecnologies van canviar, a la segona meitat del segle xx, va continuar dissenyant tipus de lletra per a la fotocomposició i la producció digital. Durant la dècada de 1990 va estar dissenyant activament tipus de lletra per a Berthold, Bitstream i URW Hamburg.

## Vida personal
Es va traslladar des de Potsdam a Frankfurt a finals de 1945 o 1946, quan Potsdam estava sota l'ocupació soviètica després de la Segona Guerra Mundial i, segons Zapf von Hesse, «no era gens un bon lloc per començar una nova vida». El 1948 va conèixer Hermann Zapf, que era el director d'art de la foneria de tipus D. Stempel AG i s'hi va casar al 1951; a partir d'aleshores tots dos van mantenir la seva feina professional una mica separada.
Gudrun Zapf von Hesse i el seu marit van tenir un fill, Christian (1955–2012). Durant el seu discurs d'acceptació del premi Frederic W. Goudy, va comentar que lamentava «una mica» no haver tingut prou temps per fer enquadernació quan el seu fill era petit. Després d'alguns anys, però, va poder centrar-se en la cal·ligrafia i el disseny de tipus. Va morir el desembre de 2019 a l'edat de 101 anys

## Estil i tècnica
En general, l'obra de Zapf von Hesse té una «simplicitat elegant» i una «precisió tècnica». El seu ús de la decoració és «refinat amb moderació... discret i sense pretensions». Per a la tècnica d'enquadernació, va utilitzar «el mètode flexible amb taulers prims i vores molt petites», que era contrari al mètode que li havien ensenyat durant el seu aprenentatge. Després de rebre el seu Màster en enquadernació, va desenvolupar un estil «simple i pur en decoració, executat amb cura en tots els detalls. La seva especialitat era l'enquadernació flexible. El seu estil d'enquadernació es va diferenciar dels altres estils d'enquadernació, tant els tradicionals com els d'avantguarda, per ser «fresc i modern».
Per als tipus de lletra, la base de Zapf von Hesse és la cal·ligrafia, una influència que es nota en els seus tipus de lletra Diotima i Columbine. En el seu discurs d'acceptació del Premi Frederic Goudy de 1991, va afirmar: «En la meva opinió, la millor base per crear nous alfabets és un estudi intensiu de la cal·ligrafia». El seu art cal·ligràfic va des de «lletres tradicionals elegants fins a lletres lliures amb ploma o pinzell, vorejant l'abstracte... [també] lletra negra, cursiva, romana, majúscules, minúscules romanes i lletra experimental».

## Impacte i reconeixement
L'any 1991, Zapf von Hesse va ser la segona dona a rebre el prestigiós premi Frederic W. Goudy, un guardó «atorgat a un professional destacat en el camp de la tipografia», atorgat pel Rochester Institute of Technology de Nova York. El 2001 va ser reconeguda amb un premi a la seva trajectòria dels Amics de la Cal·ligrafia.
La tipografia Diotima cursiva de Zapf von Hesse ha estat anomenada «un dels millors tipus de cursiva» i una «obra mestra perfecta». Zapf von Hesse i el seu marit Herman van donar suport a la Cary Graphic Arts Collection a l'Institut Tecnològic de Rochester, que acull una gran col·lecció dels seus materials.
El documental Alphabet Magic sobre la vida i l'obra de Gudrun Zapf von Hesse i Herman Zapf, ideat i produït per la seva neboda professora Alexa Albrand i dirigit per Marita Neher, es va projectar poc abans de la seva mort a Alemanya, amb l'assistència de Zapf von Hesse.
La col·lecció més completa d'exemples de l'obra artística de Gudrun Zapf von Hesse és el llibre Gudrun Zapf von Hesse: Bindings, Handwritten Books, Type Faces, Examples of Lettering and Drawing publicat per Mark Batty l'any 2002.
L'any 2008 es va publicar el llibre Manuele Zapficum: Typographic Arrangements of the Words by and About the Work of Hermann Zapf & Gudrun Zapf von Hesse en honor del seu noranta aniversari.

## Exposicions
- 2019: Alfabets màgics: 100 anys amb Hermann i Gudrun Zapf. Escola Llotja Sant Andreu (Espanya).[19]
- 2019. Alphabet Magic: A Centennial Exhibition of the Work of Hermann & Gudrun Zapf. Comissariat per Jerry Kelly. Grolier Club (Nova York).[20]
- 2007: Col·lecció d'art gràfic Melbert B. Cary, Jr., Institut Tecnològic de Rochester (per al qual es va publicar el llibre Spend Your Alphabets Lavishly)[16]
- 2001: Skylight Gallery de la Biblioteca Pública de San Francisco (per a la qual es va publicar el llibre Calligraphic Type Design in the Digital Age: An Exhibition in Honor of the Contributions of Hermann and Gudrun Zapf)[21]
- 1998: Hessische Landes– und Hochschulbibliothek ( Darmstadt)[21]
- 1991: Institut Tecnològic de Rochester (Rochester)[21]
- 1985: ITC-Center de la International Typeface Corporation (Nova York)[21]
- 1970: Museu Klingspor (Offenbach am Main )[21]
- 1952: Grafiska Institutet (Estocolm)[1]

## Dissenys de tipografia
Les imatges dels tipus de lletra de Zapf von Hesse estan disponibles a la Biblioteca de fonts en línia del Museu Klingspor. La referència per a la categorització de tipus de lletra és la ressenya de Jerry Kelly a Letter Arts Review.

### Metall
- Diotima Roman (Stempel – 1951): Diotima va ser modelada a partir de la cal·ligrafia de Zapf von Hesse utilitzada per a la seva versió manipulada de From the Hyperion de Friedrich Holderlin.[12] Gunther Lepold, el director de D. Stempel AG Type Foundry, i Hermann Zapf, director d'art de Stempel, van veure aquesta cal·ligrafia a l'exposició de l'Escola d'Art de Stadel l'any 1948, fet que els va fer convidar Zapf von Hesse a Stempel i així va començar la seva carrera de disseny de tipus.[13] Diotima va ser punxada per August Rosenberger. Diotima va ser redissenyada per a la fotocomposició per Linotype/Stempel i Berthold; Zapf von Hesse no va ser consultada per aquest redisseny i va considerar que "hi va haver una gran pèrdua d'aspecte d'aquesta versió de Diotima en comparació amb el tipus de tipografia original". Diotima va rebre el nom d'una sacerdotessa grega en el diàleg de Plató sobre l'amor.
- Diotima Italic (Stempel – 1953)
- Inicials d'Ariadne (Stempel – 1953)
- Smaragd (Maragda) (Stempel – 1954)[5]

### Fotocomposició
- Shakespeare (Hallmark – 1968):  Zapf von Hesse va rebre un encàrrec privat  de Hallmark Cards, que donà com a resultat la seva tipografia Shakespeare, utilitzada per a una publicació de 1968 Hallmark dels Sonets de Shakespeare.[5]

### Digital
- Nofret (Berthold – 1987): Nofret va rebre el nom de la reina egípcia Nefertiti, i va ser alliberat per Berthold el 1987. Nofret es va utilitzar per imprimir Your Creative Power d'Alex Osborne. La Fachhochschule Hamburg va utilitzar Nofret com a tipografia de la casa.
- Carmina (Bitstream – 1987)
- Columbine (URW Hamburg – 1991)
- Christiana (Berthold – 1991)
- Alcuin (URW Hamburg – 1992):  La tipografia Alcuin es va inspirar en l'assessor de Carlemany i la seva minúscula carolingia.
- Hesse Antiqua (2018, Monotype, amb Ferdinand Ulrich)[4][5]